# Volcán San José
Volcán San José är en kon i Chile, på gränsen till Argentina. Den ligger i den södra delen av landet, 80 km sydost om huvudstaden Santiago de Chile. Toppen på Volcán San José är 5 786 meter över havet.
Terrängen runt Volcán San José är huvudsakligen mycket bergig. Runt Volcán San José är det mycket glesbefolkat, med 5 invånare per kvadratkilometer.. Det finns inga samhällen i närheten. 
Trakten runt Volcán San José är permanent täckt av is och snö.